# Sankt Germanshof
Der Weiler St. Germanshof (175 m. ü. NHN) ist ein Ortsteil der Gemeinde Bobenthal im Landkreis Südwestpfalz in Rheinland-Pfalz. Er hat rund 40 Einwohner.

## Geographie
St. Germanshof liegt unmittelbar an der Grenze zu Frankreich an der Wieslauter und der Straße nach Wissembourg im pfälzischen Teil des Wasgaus, umgeben von bewaldeten Höhenzügen und am Rande des Mundatwaldes.

## Geschichte
St. Germanshof wurde im Jahr 1055 von der Abtei Weißenburg gegründet, nachdem hier schon etwa einhundertfünfzig Jahre eine Kapelle bestand. Der Besitz ging später an die Herren von Fleckenstein über, die es mit anderen Orten 1360 an die Stadt Weißenburg verkauften. Kurz später ging der Ort St. Germanshof ein, die Kirche bestand jedoch noch. 1525 wird eine Waldfestung genannt. 1577 erwarb Wolfgang von Breiten die Gebäude und Besitzungen, es folgten Besitzerwechsel und Verfall. 1675 bestand jedoch ein Gutshof, den eine Familie Vitztum kaufte. 1756 kam St. Germanshof durch einen Gebietstausch zwischen Ludwig XV. und dem Hochstift Speyer an Frankreich. Es gehörte bis 1815 zu dem elsässischen Ort Weiler (heute Ortsteil von Wissembourg), der an der Straße nach Wissembourg liegt. Im Wiener Kongress wurde St. Germanshof nach der Niederlage Napoléons mit dem gesamten Kanton Dahn der bayerischen Pfalz zugeordnet und die Familie Vitztum bekam ihr Eigentum zurück. 1826 wurde die Ansiedlung nach Bobenthal eingemeindet. Nach dem Verkauf durch die Familie Vitztum im Jahr 1859 gab es diverse Besitzerwechsel. In der Zeit um den Ersten Weltkrieg wurde ein Sägewerk eingerichtet. Seit 1911 ist ein Gaststättenbetrieb bekannt.

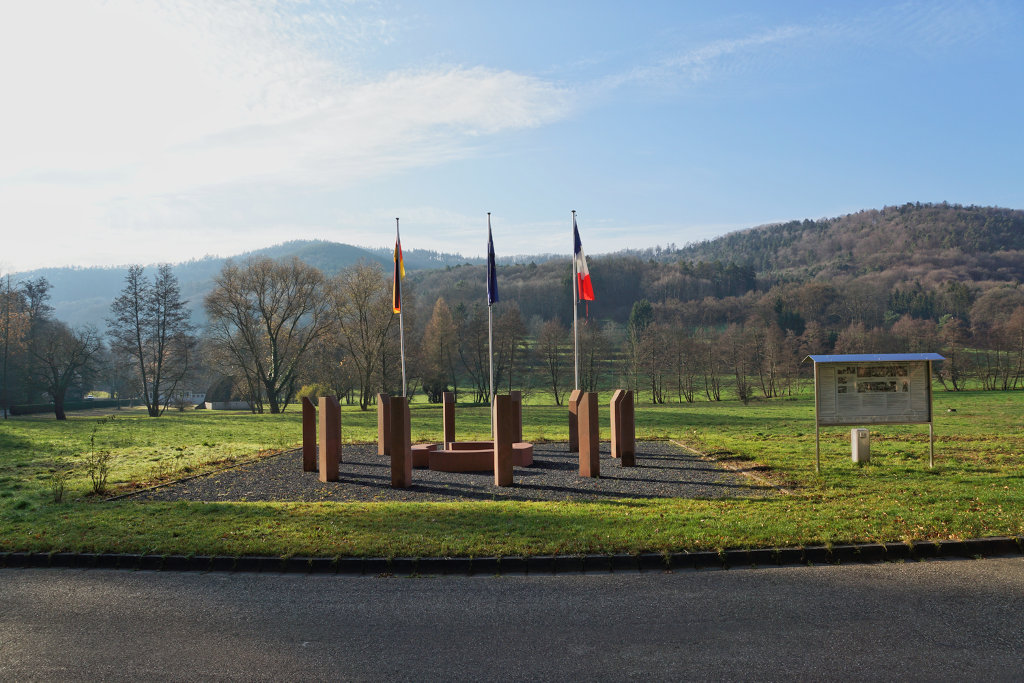
Europadenkmal Sankt Germanshof

Im Rahmen einer Bestimmung der internationalen Grenzkommission wurde St. Germanshof am 23. April 1949 wieder an Frankreich abgetreten, stürmische Proteste führten jedoch zu einem Rückzieher und am 9. September desselben Jahres gehörte St. Germanshof wieder zu Bobenthal. Am 6. August 1950 war St. Germanshof europaweit in den Schlagzeilen, als dort 300 europabegeisterte Studenten die französischen und deutschen Zöllner überrumpelten, Schlagbäume zerstörten, Zollschilder herunterrissen und durch Schilder mit der Aufschrift „Sie bleiben in Europa“ ersetzten und die europäische Flagge hissten (die erste Version der Europaflagge von Duncan Sandys). Heute erinnern nur noch die ehemaligen Zollhäuser an diese Zeiten.

## Freizeit und Tourismus
St. Germanshof ist Ausgangs- oder Endpunkt vieler Fernwanderwege durch den Pfälzerwald, beispielsweise des 150 km langen Fernwanderweges nach Niederhausen an der Nahe, der vom Pfälzerwald-Verein unterhalten wird. Auf der französischen Seite stellen zahlreiche Wanderwege die Verbindung in die Vogesen her.
St. Germanshof liegt darüber hinaus am Pamina-Radweg Lautertal, der entlang der Wieslauter von Hinterweidenthal über Dahn und Wissembourg bis nach Neuburg verläuft. Das Flüsschen Wieslauter kann ab Hinterweidenthal mit Einer-Kajaks befahren werden.
Einkehr- und Übernachtungsmöglichkeiten sind vorhanden.
Der nächste Bahnhof ist Wissembourg.

## Weblink
- ARD-Mediathek Beitrag zu St. Germanshof